# Phare de Katiki Point
Le phare de Katiki Point ou phare de Moeraki est un phare situé entre les communes de Katiki et Moeraki (en), dans la région d' Otago (île du Sud), en Nouvelle-Zélande.

## Histoire
Le  phare[source insuffisante], a été mis en service le 22 avril 1878, à la suite de plusieurs accidents sur les dangereux récifs à  l'approche de Port Chalmers-Dunedin.
L'objectif original fonctionnait avec une lampe de 1.000 watts alimentée par le secteur, avec un générateur diesel en cas de secours. On peut encore le voir dans la salle de la lanterne au sommet de la tour. Il a été remplacé par une balise à diode électroluminescente alimentée par le secteur, avec une batterie pour l'alimentation de veille.
Le phare a été entièrement automatisé en 1975 et le gardien du phare a été retiré. Il est contrôlé par un ordinateur et par le personnel de la Maritime New Zealand (en) à Wellington. Le phare a été restauré en 2006.
Kitaki Point a une longue histoire d'épaves, notamment l'épave du waka atua ancestral lors d'un voyage de retour d'Hawaiki, laissant une partie de la cargaison sur la plage de Katiki, sous le phare. Selon la tradition, les restes de la cargaison sont les Moeraki Boulders.

## Description
Ce phare[source insuffisante] est une tour hexagonale en bois, avec une galerie et une lanterne  de 8,5 m de haut. Le phare est peint en blanc et le dôme de la lanterne est noire. Son feu isophase émet, à une hauteur focale de 58 m, un long éclat blanc de 6 secondes par période de 12 secondes. Sa portée est de 10 milles nautiques (environ 19 km).
Identifiant : ARLHS : NZL-034 - Amirauté : K4360 - NGA : 5368 .

## Caractéristique dufeu maritime
Fréquence : 12 secondes (W)
- Lumière : 6 secondes
- Obscurité : 6 secondes

|              |
| Katiki Point |

|          |
| Le phare |

|                  |
| Moeraki Boulders |

### Lien connexe
- Liste des phares de Nouvelle-Zélande